# SBS M
SBS M je jihokorejská placená televizní stanice zahájená 1. července 2001. Představuje jihokorejské pop umělce, mezinárodní hudbu, zprávy a několik reality programů.

## Historie
V červenci 2001, ON-Media a Viacom spustily MTV Korea . Jejich partnerství skončilo v roce 2008.
V roce 2008 MTV Korea získala C&M.
V září 2011 se SBS stala oficiálním jihokorejským partnerem Viacom (ta se znovu sloučila s CBS Corporation a v roce 2019 vytvořila ViacomCBS, nyní Paramount Global ). Díky tomu se MTV stala součástí SBS a v listopadu 2011 se přejmenovala na SBS MTV .
30. června 2022 byl kanál uzavřen a nahrazen SBS M , zároveň byl uzavřen i Nickelodeon Korea a nahrazen KiZmom.  Oba kanály byly přejmenovány kvůli příchodu Paramount+ do Jižní Koreje, která byla zahrnuta do streamovacích platforem CJ ENM a TVING.